# Albrecht Wagner (Anglist)
Albrecht Wagner (* 22. Januar 1850 in Suhl; † 15. Februar 1909 in Halle (Saale)) war ein deutscher Philologe und Hochschullehrer. Eigentlich Germanist, wurde er zu einem bedeutenden Vertreter der Anglistik.

## Leben
Wagner wuchs bei den Großeltern auf und besuchte das  Gymnasium Gustavianum in Schweinfurt und die Landesschule Pforta. Nach der Reifeprüfung 1869 begann er das Studium der Philologie an der Christian-Albrechts-Universität zu Kiel. Vom Militärdienst im Seebataillon wurde er wegen einer Knieverletzung vorzeitig entlassen. Er setzte seine Studien an der Universität Leipzig fort und wurde im Corps Thuringia Leipzig aktiv. Als Inaktiver wechselte er an die  Kaiser-Wilhelms-Universität Straßburg, die ihn 1876 zum Dr. phil. promovierte. Noch im selben Jahr habilitierte er sich an der Friedrich-Alexander-Universität. Als Privatdozent erstellte er Glossare zu den Stadtchroniken von Mainz. Als er 1882 eine lateinische und deutsche Fassung der Visio Tnugdali herausgab, wandte er sich verstärkt der Anglistik zu. 1882/83 bereiste er England. Bei seinem Interesse an der Literatur der  Elisabethanischen Zeitalters, plante er eine historisch-kritische Ausgabe von Christopher Marlowe. 1885 folgte er dem Ruf auf ein besoldetes Extraordinariat für Anglistik an der Georg-August-Universität Göttingen. Als Friedrich Karl Elze erkrankte, wurde er 1887 mit der Vertretung des Ordinariats für Englische Sprache und Englische Literatur an der  Friedrichs-Universität Halle beauftragt. Den Lehrstuhl erhielt er 1893. Mit 59 Jahren erlag er der Myokarditis, die er sich mit einer Influenza zugezogen hatte. Sein Nachfolger war Max Förster.

## Herausgeber
- Tamburlaine (Marlowe) (1885)
- Der Jude von Malta (1889)
- Macbeth (Shakespeare) (1890)
- Der Sturm (Shakespeare) (1900)

## Ehrungen
- Geh. Regierungsrat